# Nevin Harrison
Nevin Harrison (Seattle, 2 de junho de 2002) é uma canoísta estadunidense, campeã olímpica.

## Carreira
Harrison iniciou a prática da canoagem aos 12 anos no Seattle Canoe and Kayak Club em Seattle, no estado de Washington. Representou pela primeira vez os Estados Unidos aos 15 anos, competindo na ICF Olympic Hopes Regatta de 2017 realizada na Chéquia, vencendo a medalha de prata na C1 1000m, o ouro nos 200 e 500 metros .No ano seguinte, repetiu a participação na Olympic Hopes Regatta de Poznan onde venceu novamente na C1 500m e na C1 200m entre as atletas nascidas em 2002. Em 2019, Harrison mudou-se para o Lanier Canoe and Kayak Club da cidade Gainesville (Geórgia) para poder treinar com o treinador Zsolt Szadovszki. Na selectiva Nacional americana realizada em Oklahoma, Harisson venceu nas categorias de junior e de senior em C1 nas distancias de 1000, 500 e 200 metros. Participou nos Jogos Pan-Americanos de 2019 onde venceu nos 200 metros em C1. Com tudo, o destaque desse ano vai para o ICF Canoe Sprint World Championships onde Harrison sagrou-se campeã do mundo na C1 200 metros  garantindo também a qualificação para os Jogos Olímpicos de Verão de 2020, sendo a primeira americana a vencer um titulo mundial em Canoagem velocidade. 
Harrison conquistou a medalha de ouro nos Jogos Olímpicos de Verão de 2020 em Tóquio na prova de C-1 200 m feminino com o tempo de 45.932 segundos.